# Benoît Chaput
 (décembre 2024).
Si vous disposez d'ouvrages ou d'articles de référence ou si vous connaissez des sites web de qualité traitant du thème abordé ici, merci de compléter l'article en donnant les références utiles à sa vérifiabilité et en les liant à la section « Notes et références ».
Benoît Chaput est un poète et éditeur québécois né [Quand ?] à [Où ?].
En 1992, il a fondé la maison d'édition L'Oie de Cravan en y publiant son premier recueil Loin de nos bêtes. Il a également publié aux éditions Myrddin (Brive) et aux éditions Trois-Pistoles et participé à quelques revues (Gnou, Mœbius, Le Cerceau, La dame Ovale, Le grand I vert, Les cahiers de l'Umbo) et anthologies (Éditions Rodrigol). Il a été un des membres de la revue Le Bathyscaphe. ll anime depuis 2016 l’émission de radio The Sleepy King sur les ondes de CKUT.